# Aphaenogaster maculipes
Aphaenogaster maculipes é uma espécie de inseto do gênero Aphaenogaster, pertencente à família Formicidae.